# Œuvre royale des berceaux Princesse Paola

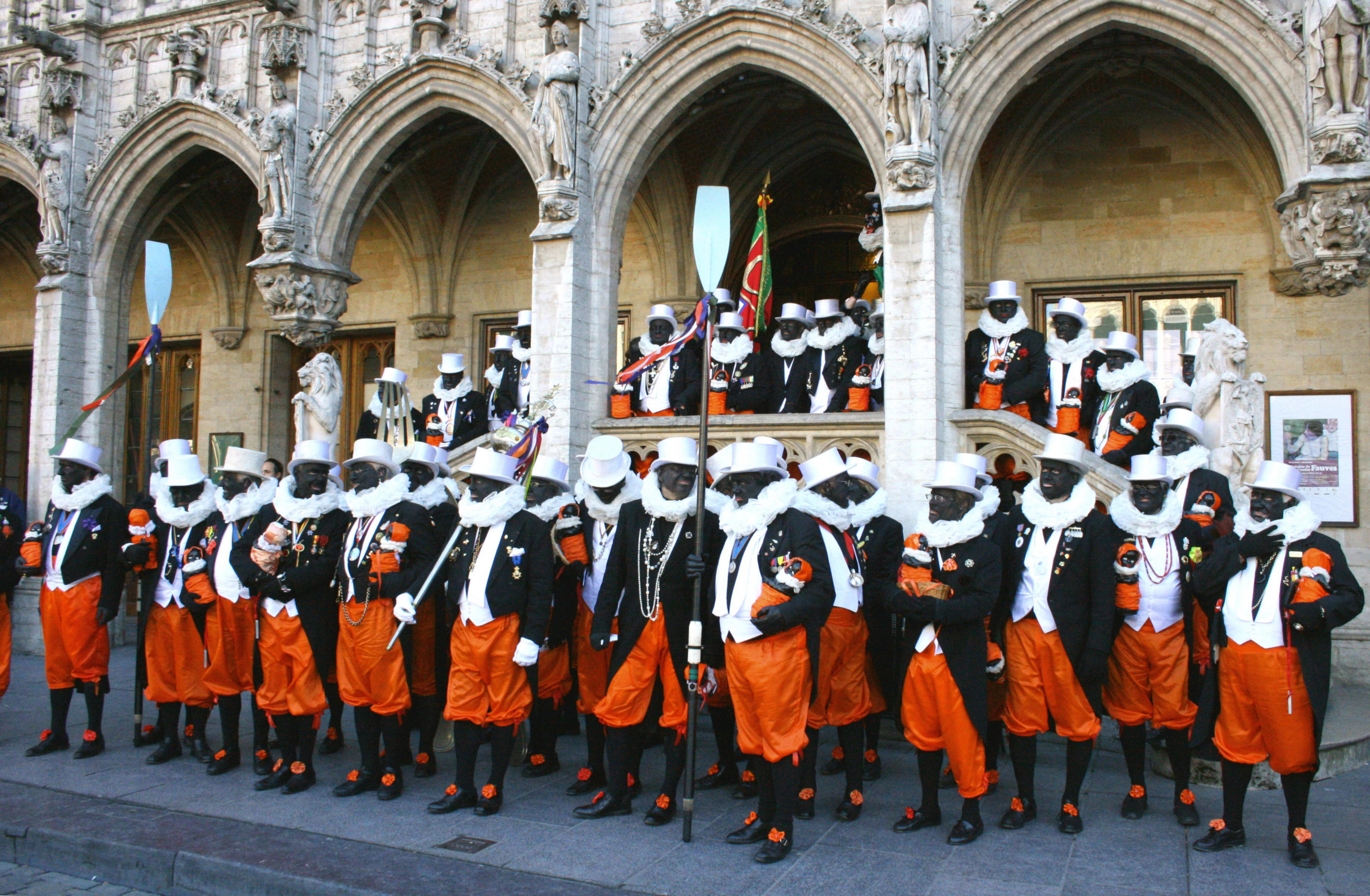
Membres du Conservatoire africain en 2011.

L'œuvre royale des berceaux Princesse Paola, anciennement Conservatoire africain, est une association caritative bruxelloise créée en 1876 qui se consacre à l'aide à l'enfance. Sa particularité est de lever des fonds essentiellement par l'intermédiaire d'une activité quasi folklorique, puisque les collectes sont faites par les membres déguisés en « noirauds », c'est-à-dire en pseudo rois noirs, et que ces collectes se font surtout pendant la période de carnaval avec un cortège de carnaval en point d'orgue. 

## Histoire
C'est à la suite du rude hiver 1876 qu'à l'instigation de Jean Bosquet, un groupe d'amis décida de profiter du carnaval pour collecter en faveur d'une crèche de Bruxelles qui était au bord de la faillite. Les collecteurs désirant rester anonymes, ils décidèrent de se déguiser, et comme une Conférence géographique internationale venait de se tenir à Bruxelles sous l'impulsion de Léopold II et avait débouché sur la création de l'Association internationale africaine, l'Afrique était à la mode et le maquillage noir sembla idéal. Outre le visage noirci, le déguisement utilisé s'inspire de la façon dont l'imagination populaire de l'époque se représentait les notables africains : pantalons bouffants de couleur vive, veste queue-de-pie noire, haut de forme blanc, chaînes et breloques clinquantes. 
Accompagné d'une fanfare burlesque, l'opération s'intitula d'abord Conservatoire de Zanzibar. Devant le succès, elle se pérennisa, devint Conservatoire africain, et étendit son aide à tout le pays. 
Le Conservatoire devient ASBL en 1925, et transforme son nom en "Œuvre Royale des Berceaux Princesse Paola – Conservatoire Africain" lorsqu'il reçoit le patronage de la princesse Paola en 1959.

## Œuvres
Le Conservatoire accorde son aide à l'enfance en général (notamment avec divers hôpitaux tels Brugmann (Reine Fabiola), St-Pierre ou St-Luc, avec une focalisation sur les services néo-nataux) et  à l'enfance en difficulté (enfants du juge, orphelinats.

## Polémiques et changement d'apparence
En 2015, après que Didier Reynders, alors Ministre des Affaires étrangères, a participé déguisé à la collecte des fonds, plusieurs personnes avaient jugé raciste la coutume de se grimer en noir.
En 2019, les Noirauds ont décidé de se peindre le visage en noir, jaune et rouge, les couleurs du drapeau belge. Pour marquer ce changement d'apparence, un nouveau costume a été offert à Manneken-Pis.